# Nucleul ambiguu
Nucleul ambiguu (nucleus ambiguus) este un nucleu echivalent cu capul cornului anterior (grupul neuronal antero-extern).
Este situat în podeaua ventricolului IV, profund, înconjurat de substanță reticulară; polul superior al nucleului se află la limita inferioară a nucleului dorsal al vagului. Structura sa este reprezentată de neuroni motori mari, multipolari. Fibrele nervoase motorii, după ieșirea din nucleu, se îndreaptă postero-medial și apoi își schimbă traiectoria înspre lateral.
Porțiunea superioară a nucleului conține neuroni ai căror axoni intră în alcătuirea componentei somatomotorii a nervului glosofaringian, porțiunea mijlocie, neuroni ai căror axoni alcătuiesc componenta somatomotorie a nervului vag, iar porțiunea inferioară conține neuroni ai căror axoni alcătuiesc nervul accesor.
Nucleul ambiguu reprezintă coloana eferentă destinată musculaturii arcurilor faringiene (viscerala specială) din bulb și asigură inervația musculaturii striate cu originea din arcurile faringiene. Este important de reținut faptul că nu există unanimitate de concepție în ceea ce privește nucleul de origine al nervului accesor. Astfel, vechii anatomiști considerau că nervul accesor își are originea în porțiunea inferioară a nucleului ambiguu; se pare însă că originea nervului accesor este într-o coloană a cărei traiectorie se continuă superior cu nucleul dorsal al nervului vag. În prima porțiune a sa, nervul accesor conține fibre vegetative cu originea în nucleul dorsal al vagului, care reintră în vag prin conexiunea realizată de nervul accesor prin ramura sa internă, de unde și denumirea de nerv accesor al vagului.
Originea fibrelor somatomotoare ale nervului accesor este dublă: craniană și spinală. Originea spinală este localizată în coarnele anterioare ale măduvei cervicale, între segmentele C1-C5, și anume în porțiunea dorso-laterală a cornului anterior (spre deosebire de nervii cervicali, care își au originea motorie în regiunea dorso-mediala a cornului anterior).